# Новиковский сельсовет (Тамбовская область)
Новиковский сельсове́т — сельское поселение в Староюрьевском районе Тамбовской области.
Административный центр — село Новиково.

## Население
| 2010 | 2012 | 2013 | 2014 | 2015 | 2016 | 2017 |
| ---- | ---- | ---- | ---- | ---- | ---- | ---- |
| 867  | ↘844 | ↘840 | ↘803 | ↘768 | ↘762 | ↘738 |
| 2018 | 2019 | 2020 | 2021 |      |      |      |
| ↘698 | ↘665 | ↘657 | ↗711 |      |      |      |

## Состав поселения
| № | Населённый пункт   | Тип населённого пункта       | Население |
| - | ------------------ | ---------------------------- | --------- |
| 1 | Боголюбово         | село                         | 258       |
| 2 | Варваринка         | деревня                      | 36        |
| 3 | Каплино            | деревня                      | 7         |
| 4 | Марьинка           | деревня                      | 13        |
| 5 | Новиково           | село, административный центр | ↗260      |
| 6 | Преображеновка     | деревня                      | 3         |
| 7 | Сазоновка          | деревня                      | 4         |
| 8 | Староалександровка | село                         | 299       |